# World League for Freedom and Democracy
 Der er for få eller ingen kildehenvisninger i denne artikel, hvilket er et problem. Du kan hjælpe ved at angive troværdige kilder til de påstande, som fremføres i artiklen.

World League for Freedom and Democracy (indtil 1990 World Anti-Communist League (WACL)) er en højreorienteret organisation grundlagt i 1966 i Taipei på Taiwan. Blandt initiativtagerne var Chiang Kai-shek. Organisationen blev grundlagt med det mål at bekæmpe kommunisme med "ukonventionelle metoder".
WACL havde otte regionale grene og arbejdede i mindst 100 lande på seks kontinenter.
Særlig aktiv i Europa var medlemmer af netværket for tidligere SS-officerer, ODESSA (Organisation der ehemaligen SS-Angehörigen, "Organisationen af tidligere SS-medlemmer"). Organisationen
fik stærk logistisk støtte i Spanien under General Franco.
Den berømte SS-Obersturmbannführer Otto Skorzeny ledede organisationens spanske kontor, som tidligt fik tilført midler fra Paraguays dikatator Alfredo Stroessner. Organisationen var fra begyndelsen kontroversiel, bl.a. grundet dens formål og dens indsamling af midler til dødspatruljer i flere latinamerikanske lande, støtten til Contra-bevægelsen i Nicaragua – og valget af fascisten Roger Pearson til formand. Det blev anset for uhensigtsmæssigt, og Pearson måtte gå i 1980.

## Danske forhold
Antallet af medlemmer i Danmark er ukendt, men flere politikere har eller har haft forbindelse til organisationen. Fremskridtpartiets leder Pia Kjærsgaard deltog i 1988 som WACL's gæst på organisationens kongres i Taipei. ”Det er en verdensomspændende organisation, der klart har til formål at bekæmpe kommunismen verden over. Dette gode formål giver jeg naturligvis min fulde støtte, og jeg havde da således lejlighed til at holde en tale under kongressen for en indbudt kreds” nævner Pia Kjærsgaard i bladet Fremskridt.
Den tidligere formand for danske WACL, Erik Dissing, tidligere medlem af kommunalbestyrelsen i Tårnby kommune for Det konservative Folkeparti, forsvarede i Det Fri Aktuelt d. 18. september 1988 Alfredo Stroessners Paraguay. Dissing gav endvidere udtryk for sympati for Chiles diktator, Augusto Pinochet: ”Hvis man ser bort fra alle flosklerne, så er det en kendsgerning, at general Pinochet har været en lykke for Chile”, nævnte Erik Dissing.

## Prominente medlemmer
- Yoshio Kodama
- Park Chung Hee
- Yaroslav Stetsko
- Otto Skorzeny